# The Two Mrs. Carrolls
The Two Mrs. Carrolls é um filme de suspense estadunidense de 1947 dirigido por Peter Godfrey para a Warner Bros.. O roteiro de Thomas Job é baseado em peça de teatro de 1935 de Martin Vale.

## Elenco
- Humphrey Bogart...Geoffrey Carroll
- Barbara Stanwyck...Sally Morton Carroll
- Alexis Smith...Cecily Latham
- Nigel Bruce...Dr. Tuttle
- Isobel Elsom...Madame Latham
- Patrick O'Moore...Charles Pennington (Penny)
- Ann Carter...Beatrice Carroll
- Anita Sharp-Bolster...Christine
- Barry Bernard...Horace Blagdon
- Colin Campbell...MacGregor
- Peter Godfrey...informante no turfe

## Sinopse
O pintor norte-americano radicado na Inglaterra Geoffrey Carroll passa férias na Escócia tentando reencontrar inspiração para seu trabalho quando conhece a amorosa Sally Morton e ambos se apaixonam. O romance é interrompido quando Sally descobre que Geoffrey não lhe contara que era casado e tinha uma filha pequena. Geoffrey insiste em continuar o relacionamento alegando que a esposa era inválida e que iria pedir o divórcio, mas somente quando ele enviúva é que Sally concorda em voltar e os dois se casam e vão morar numa cidade próxima a Londres. Dois anos depois, Geoffrey está novamente com dificuldades em se inspirar e Sally encontra um antigo namorado, o advogado Charles "Penny" Pennington que lhe apresenta a bonita Cecily Latham. A mulher aprecia o trabalho de Geoffrey e pede ao artista que lhe pinte o retrato. Geoffrey reluta de início mas logo se envolve romanticamente com Cecily, enquanto Sally adoece subitamente. Ao desconfiar que está sendo traída, Sally começa a querer saber sobre a morte da primeira esposa de Geoffrey.

## Produção
"Martin Vale" era o pseudônimo de Marguerite Vale Veiller, esposa do escritor Bayard Veiller  A peça de sua autoria, The Two Mrs. Carrolls, estreou em Londres em 1935. Foi reescrita ao ser encenada na Broadway em 1943, quando obteve um sucesso menor.
A atriz Elisabeth Bergner foi a escolhida para o papel de Sally Morton Carroll. Durante a temporada da peça, uma moça tímida esperava noite após noite para falar com Bergner. A atriz eventualmente assumiu como mentora da moça, patrocinando a carreira dela no teatro e tendo conseguido que fosse sua substituta em The Two Mrs. Carrolls. A moça acabou por obscurecer a carreira de Bergner com a peça. O incidente depois se tornou a base para o conto "The Wisdom of Eve" (1946) de Mary Orr, que foi adaptado para o cinema com o título All About Eve de 1950.
No verão de 1944, a Warner Brothers pagou 225 mil dólares pelos direitos de adaptação para o cinema da peça. Apesar de não ter contratado ainda o escritor para a adaptação, a Warners anunciou que Bette Davis seria a intérprete de Sally Carroll e Jesse L. Lasky seria o produtor. Entretanto, a Warners também adquirira os direitos do livro de Ayn Rand, The Fountainhead. O estúdio contratou Mervyn LeRoy para diretor e anunciou Humphrey Bogart e Barbara Stanwyck como protagonistas.
A peça de Vale foi alterada significativamente na adaptação. Na peça, a primeira Madame Carroll não fora assassinada no primeiro ato e permanece viva (fora do palco) até o terceiro ato. Ela telefona a Sally para avisar que Geoffrey tentava envenená-la. Isto causava um choque maior no público, que não tinha motivos para suspeitar de Geoffrey. No roteiro, a primeira Madame Carroll morre (fora de cena) pouco depois do início do filme. O suspense substitui o choque, com Sally lentamente começando a suspeitar do marido. William Faulkner trabalhou inicialmente com a adaptação.
Na segunda metade de 1944, a Warners anunciou algumas vezes que Ida Lupino e Zachary Scott seriam os protagonistas de The Two Mrs. Carrolls. Em 12 de novembro, contudo, o estúdio disse que Barbara Stanwyck estrelaria o filme ao lado de Paul Henreid, e que Robert Buckner seria o produtor. Em 9 de fevereiro de 1945, o estúdio anunciou que colocara a produção de The Fountainhead em espera devido ao alto custo e materiais em falta para a construção dos grandes cenários arquitetônicos do filme. Também anunciou que alterara o elenco de The Two Mrs. Carrolls, que contava agora com Humphrey Bogart e Barbara Stanwyck.
De acordo com o biografo de Stanwyck, Axel Madsen, a atriz concordara em fazer o filme para fugir do tédio. O marido dela, Robert Taylor, estava servindo na Segunda Guerra Mundial. Apesar da guerra na Europa estar por terminar, Stanwyck sabia que Taylor ainda demoraria muitos meses para regressar aos Estados Unidos. Outra razão é que ela era amiga próxima do diretor Peter Godfrey. Eles se encontraram nas filmagens de Christmas in Connecticut de 1945, que Godfrey dirigira. Stanwyck ficou amiga dele e da esposa.
The Two Mrs. Carrolls foi o segundo filme de Stanwyck com Godfrey. O biografo da atriz Dan Callahan tinha dito que a amizade dela com Godfrey a cegara para as falhas dele na direção, que foram significativas. O historiador do cinema Edmund Bansak anotou que The Two Mrs. Carrolls fora escrita como um veículo para Stanwyck, o que também explica sua disposição em estrelar o filme (O biografo de Bogart, Richard Gehman, contesta essa afirmação. Ele afirma que os direitos da peça foram adquiridos com a condição de que Bogart estrelasse a adaptação).
Apesar do estúdio escalar diretor e produtor de filmes B, o elenco conta com estrelas da época e um bom orçamento. As filmagens começaram em abril de 1945, e terminaram em junho. Quase todos os cenários foram do estúdio da Warner Bros. O veterano designer Anton Grot desenhou o interior da mansão Carroll na Inglaterra; O pintor John Decker produziu os dois retratos usados no filme. Humphrey Bogart casou com Lauren Bacall em 21 de maio de 1945, durante a produção. Houver um hiato na produção para acomodar sua lua de mel.
Bogart e Stanwyck mantiveram uma relação amigável no set. O produtor Mark Hellinger, de quem Bogart gostava muito, avisou que o astro não seria visto vestindo qualquer avental de pintura que pudesse sugerir falta de masculinidade. Quando um avental e boina foram colocados em seu guarda-roupa, certo dia, o ator ficou furioso. As vestimentas eram uma piada de Stanwyck, e os dois riram bastante depois.
Warner Bros. não liberou imediatamente The Two Mrs. Carrolls. Muitas especulações foram feitas para a demora.  O revisor da Turner Classic Movies Jeremy Arnold concluiu que era devido a forte semelhança com o filme de 1944 Gaslight. Mas o historiador de cinema Richard Schickel achou que a Warners esperou que a popularidade de Bogart como um astro de Hollywood aumentasse para ajudar a superar uma atuação fraca em The Two Mrs. Carrolls. O estúdio também não gostou que, em 1946, a canção "Open the Door, Richard" se tornara popular, com cinco versões gravadas entre 1946 e 1947. O estúdio avaliou cortar ou refilmar a cena em que Bogart bate na porta do quarto de Stanwyck, pedindo que ela a destrancasse. A cena acabou por ser mantida.
The Two Mrs. Carrolls foi finalmente lançado nos Estados Unidos em 4 de março de 1947. O estúdio promoveu pobremente a produção. Os donos de cinema foram convidados a promover o filme e realizaram enquetes entre as mulheres para saber se elas gostavam mais da aparência de Barbara Stanwyck ou Alexis Smith.

## Influencias culturais
O título do filme é usado como um arquétipo para nomes de episódios de várias séries de televisão, tendo pouco ou nada a ver com o conteúdo original. Alguns exemplares:
- Dallas - "The Two Mrs. Ewings" (1989)
- Melrose Place - "The Two Mrs. Mancinis" (1994)
- The Nanny - "The Two Mrs. Sheffields" (1995)
- Frasier - "The Two Mrs. Cranes" (1996)
- The Simpsons - "The Two Mrs. Nahasapeemapetilons" (1997)
- Weeds - "The Two Mrs. Scottsons" (2007)

O título também foi parodiado no livro de 1985 de Dominick Dunne chamado The Two Mrs. Grenvilles e na série de televisão homônima de 1987, bem como no filme de televisão The Two Mr. Kissels (2008).